# Casa de la Vila de l'Albi
La casa de la Vila de l'Albi és un edifici de l'Albi (Garrigues) inclòs a l'Inventari del Patrimoni Arquitectònic de Catalunya.

## Descripció
Es tracta d'una construcció medieval amb un arc apuntat del segle xvi instal·lat al vestíbul d'entrada durant la restauració del 1970. És un edifici de planta baixa i dos pisos cobert amb teula àrab. El parament murari és de carreus de pedra de grans dimensions, ben escairats i units amb morter. La façana de l'edifici actual és de pedra vista amb motllurats als marcs de les finestres de tipus renaixentista. Sobre la llinda de la porta hi ha un gravat l'any 1621, suposem que és la data en què es reformà com la coneixem actualment. Les obertures del pis s'han fet noves en època ja contemporània.
A la planta baixa hi ha un consultori mèdic i la biblioteca municipal. Al primer pis s'hi ubiquen les dependències de l'ajuntament i al segon, l'habitatge del metge.

## Història
La casa de la vila s'anomena ajuntament des del 1719. Fins al 1962 l'edifici era una escola de nens. El 1977 es reforma l'edifici respectant la fisonomia original.